# Accident d'un Antonov 12 à Djouba
Le 4 novembre 2015, un Antonov 12 s'écrase près de Djouba, capitale du Soudan du Sud, peu après son décollage. 

## Appareil

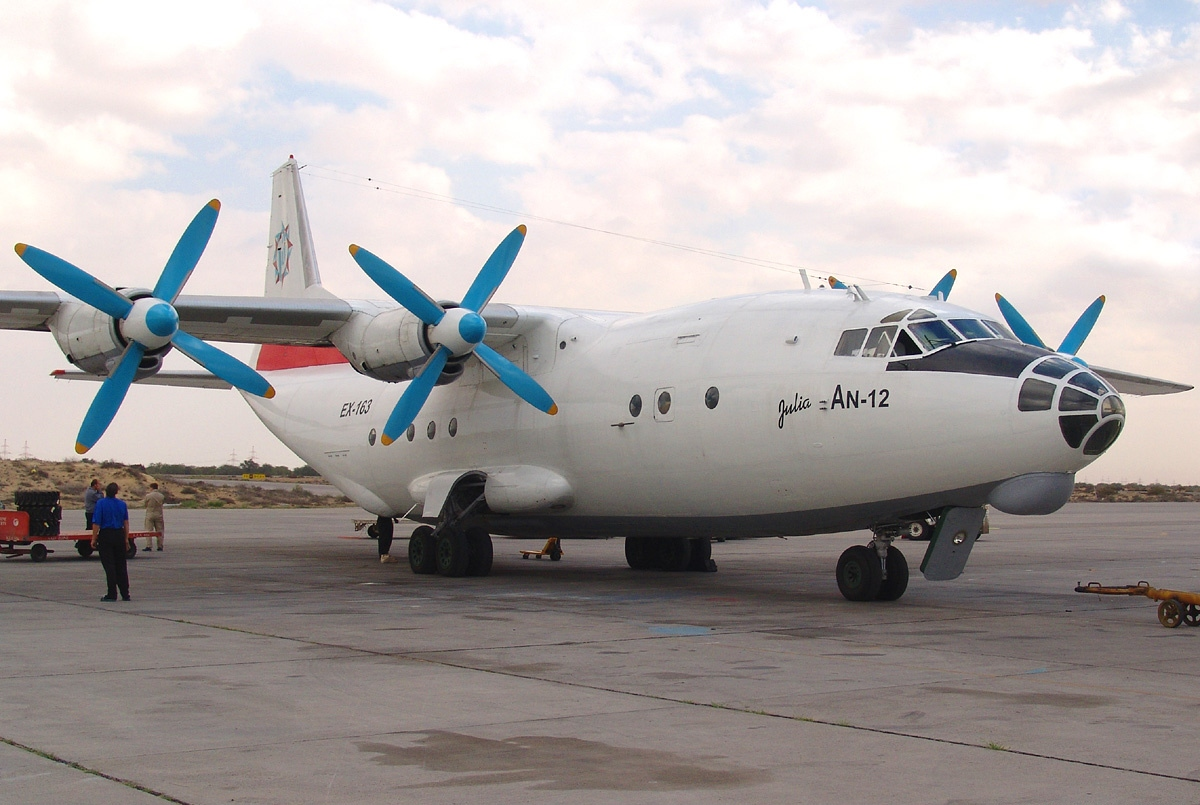
L'appareil qui s'est écrasé, alors en service chez British Gulf International Airlines, en 2005.

L'avion impliqué dans l'un accident est un Antonov An-12 BK, un avion cargo de conception soviétique, immatriculé EY-406 et construit en 1971 en république socialiste soviétique d'Ouzbékistan par l’association de construction aéronautique de Tachkent. Propriété de la Asia Airways (en), une société du Tadjikistan, il était exploité par Allied Services Ltd, entreprise de logistique basée au Soudan du Sud.

## Déroulement
L'avion devait effectuer la liaison entre l'aéroport de Djouba et l'aéroport régional de Paloich (Soudan). Il s'est écrasé quelques instants après son décollage sur une petite île du Nil Blanc, dans une zone de hameaux agricoles.

## Victimes
37 personnes ont péri dans la catastrophe dont une majorité d'enfants, ainsi que cinq Arméniens et un Russe qui faisaient partie de l'équipage. Le seul survivant est un enfant[réf. souhaitée].

## Enquête et opérations de recherche
Selon des représentants de l’aviation civile du Soudan du Sud, une surcharge de l’avion ou une défaillance technique pourrait être à l'origine de la catastrophe. Quelques heures après la catastrophe, la société ukrainienne Antonov annonce que l’appareil n’avait pas suivi l'entretien technique nécessaire à son exploitation en toute sécurité[réf. nécessaire].